# Humularia submarginalis
Humularia submarginalis är en ärtväxtart som beskrevs av Bernard Verdcourt. Humularia submarginalis ingår i släktet Humularia och familjen ärtväxter. Inga underarter finns listade i Catalogue of Life.